# گاک میتسوبیشی
گاک میتسوبیشی (انگلیسی: GAC Mitsubishi) شرکت خودروسازی چینی است، که در سال ۲۰۱۲ تأسیس شد.